# Leopoldine Kulka
Pour les articles homonymes, voir Kulka.
Leopoldine Kulka, née le 31 mars 1872 à Vienne, Autriche-Hongrie et morte le 2 janvier 1920 à Vienne, est une journaliste et écrivaine autrichienne.

## Biographie
Leopoldine Kulka est la fille de l'écrivain, journaliste et rédacteur en chef Adolf Kulka et de Marianne Brandeis.
Elle rejoint très tôt la Allgemeinen Österreichischen Frauenverein (AÖFV, Association générale des femmes autrichiennes) et y reste de 1899 à 1902. Elle se situe à « l'extrême gauche du mouvement des femmes bourgeoises libérales ». En 1902, elle est rédactrice en chef et publie de nombreux articles sur la condition des femmes dans Dokumente der Frau (Documents de la Femme) fondé par Auguste Fickert et Rosa Mayreder. Elle est considérée comme l'une des collègues préférées de Fickert.

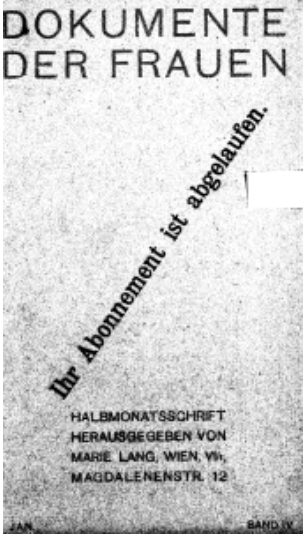
Dokumente der Frauen, 1901.

En 1902, l'association reprend la publication Frauenleben de Helene Littmann (de). Leopoldine Kulka la continue sous le nom de Neues Frauenleben .
En 1904, Leopoldine Kulka et Adele Gerber partent à Berlin pour aider à fonder l'Alliance internationale pour le suffrage des femmes,.
Après la mort d'Auguste Fickert, des discussions sur sa succession se tiennent en 1910. Malgré des propos antisémites tenus au cours de cette transition, Kulka devient rédactrice en chef du journal en 1911 avec Christine Touaillon (de) et Emil Fickert jusqu'en 1918.
À partir de 1911, Kulka est vice-présidente de AÖFV et travaille dans le bureau de protection juridique des femmes fondé par l'AÖFV en 1895. Elle crée le « parti de la paix » en 1917 avec Else Beer-Angerer, en tant que branche de leur association. 
En 1915, elle se rend à La Haye, où elle représente l'Autriche au congrès international des femmes qui s'y tient. Il s'agit d'un rassemblement de la minorité pacifiste du mouvement féministe international, qui n'avait pas accepté le ralliement de la plupart des organisations féministes de l'époque à l'effort de guerre dans leur patrie d'origine. 
En 1918, elle intègre l'AÖFV à la Bund Österreichischer Frauenvereine (de) (BÖFV, Fédération des femmes autrichiennes), dont elle avait démissionné en 1906 sous Fickert.
Kulka se bat également pour la « cause du mouvement progressiste des femmes » et pour la paix.

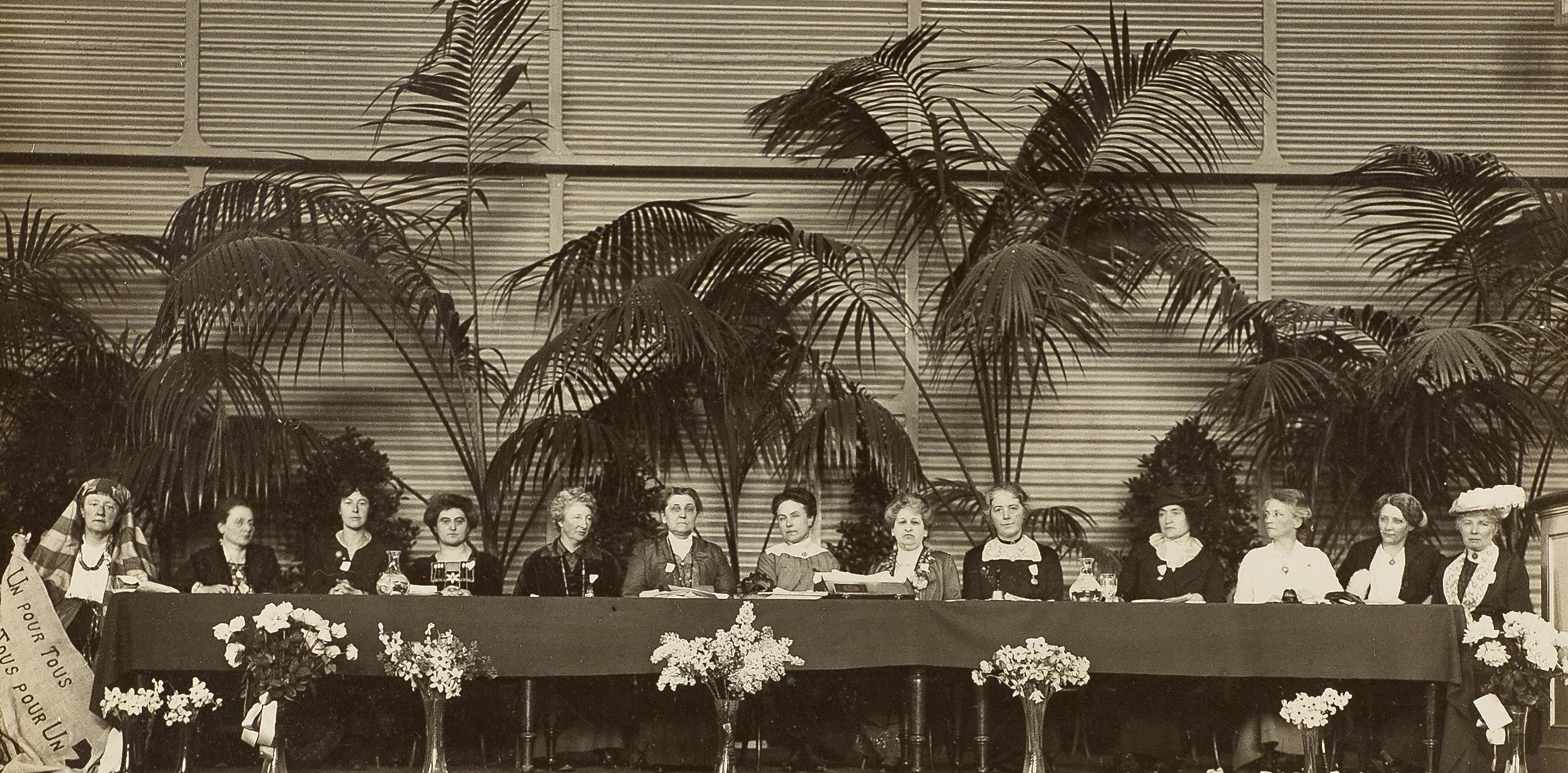
Tribune du congrès international de 1915. De gauche à droite : Lucy Thoumaian (Arménie), Leopoldine Kulka (Autriche), Laura Hughes (Canada), Rosika Schwimmer (Hongrie), Anita Augspurg (Allemagne), Jane Addams (États-Unis), Eugénie Hamer, Aletta Jacobs (Pays-Bas), Chrystal Macmillan (Royaume-Uni), Rosa Genoni (Italie), Anna Kleman (Suède), Thora Daugaard (Danemark) et Louise Keilhau (Norvège).

## Publications
- De nombreux articles dans Neues Frauenleben
- Die Gemeinderatswahlen und die Frauen (Les élections au conseil municipal et les femmes). Dans: Zeitschrift für Frauenstimmrecht, 2. Vol., N ° 4, 1912
- Schutz unseren arbeitenden Frauen und Kindern! (Protégez nos femmes et nos enfants qui travaillent ! ) Dans: Zeitschrift für Frauenstimmrecht, 7. Vol., N ° 2 et 3, 1917